# Sądecczyzna
Sądecczyzna (ziemia sądecka) – kraina historyczna w południowej Małopolsce obejmująca Kotlinę Sądecką, część Pogórza Karpackiego i Beskid Sądecki.
Jan Flis w pracy „Sądeczyzna i jej granice” (Rocznik Sądecki. 1939) do Sądecczyzny zaliczył obszar powiatu nowosądeckiego, wschodnią część limanowskiego oraz skrawki powiatów gorlickiego i brzeskiego. Obecnie jej nazwę używa się najczęściej w odniesieniu do powiatu nowosądeckiego.
Pisownię „Sądecczyzna” wprowadzono w 1967 roku, poprzednio używano pisowni „Sądeczyzna”.

## Historia
W 1257 r. książę krakowsko-sandomierski Bolesław V Wstydliwy jako tzw. oprawę wienną lub posagowo-wienną (która była formą zabezpieczenia majątkowego małżonki i rodzajem odwzajemnienia się za otrzymany od rodziny żony posag) dla księżniczki węgierskiej Kingi przekazał jej ziemię sądecką, obejmującą tereny w trójkącie: Biecz – Limanowa – Podoliniec (dzisiejsza Słowacja). Nowa pani tych ziem założyła w Starym Sączu dwa klasztory o regule franciszkańskiej: męski i żeński (o regule Św. Klary).
Uposażony przez Kingę prawie we wszystkie osady Sądecczyzny klasztor w Starym Sączu nie był zainteresowany w utrzymaniu osad polskich, leżących na granicy państwa na Dolnym Spiszu: Podolińca, Gniazda i Lubowli. Toteż Dolny Spisz nie umacniany osadami polskimi uległ silnym wpływom gospodarczo-osadniczym możnych rodów węgierskich, rezultatem czego było to, że Spisz odpadł od Sądecczyzny i od państwa polskiego.

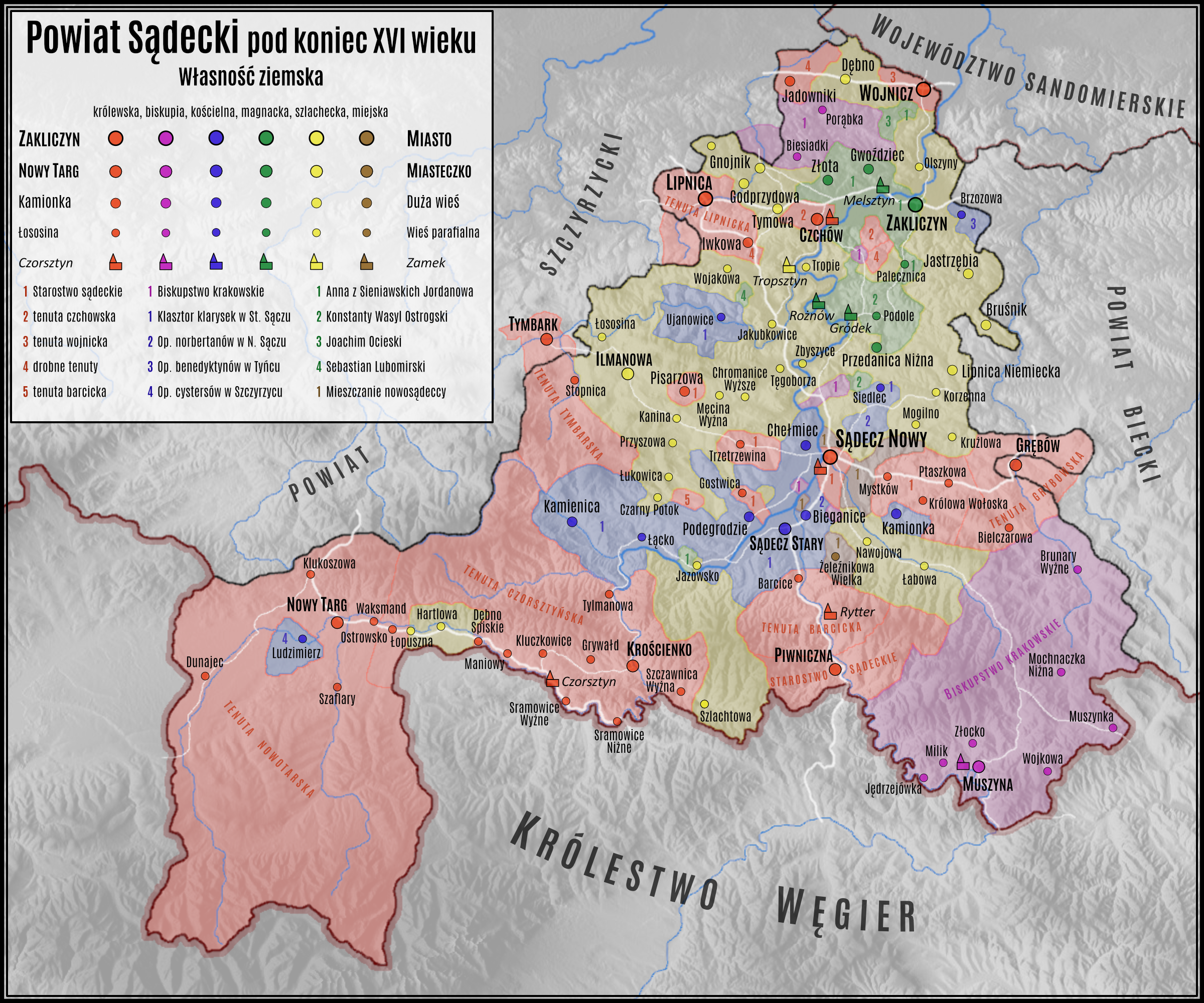
Rozmieszczenie własności ziemskiej w powiecie sądeckim pod koniec XVI wieku

Położenie na szlakach handlowych z Gdańska na Węgry i z zachodu na Ruś przyczyniało się do rozwoju regionu. Znaczny rozwój osadnictwa dało wprowadzone w XIII w. prawo niemieckie. W 1292 r. powstał – założony przez króla Wacława II – Nowy Sącz. Zamek nowosądecki gościł wielu znamienitych gości, począwszy od Władysława Jagiełły, który planował tu ze swoim stryjecznym bratem, Witoldem wojnę z Krzyżakami, przez Kazimierza Jagiellończyka, na Janie III Sobieskim kończąc.
Koniec XVII w. to powolny upadek Rzeczypospolitej. Sądecczyzna przeżyła najazd Szwedów. Działali tutaj także konfederaci barscy.
W wyniku I rozbioru Polski Sądecczyzna znalazła się pod panowaniem austriackim. Utworzony został powiat sądecki, podległy okręgowi wielickiemu. Kolejna reforma administracyjna w miejsce powiatów i obwodów wprowadziła cyrkuły. Stolicą jednego z nich stał się Nowy Sącz, dzięki czemu miasto zyskało na znaczeniu.
Rozparcelowano też włości sióstr klarysek między nowo przybyłych na te tereny niemieckich kolonistów.
W czasie I wojny światowej do miasta praktycznie bez walki wkroczyli Rosjanie, wyparci następnie przez wojska austro-węgierskie i Legiony Polskie. Okres międzywojenny nie przyniósł ze sobą ożywienia gospodarczego.
II wojna światowa dosięgła Sądecczyznę 6 września, kiedy to po zaciętych bojach Niemcy następnego dnia wkroczyli do Nowego Sącza. Działalność konspiracyjna na tym terenie polegała głównie na przerzucie żołnierzy na południe do Węgier, a stamtąd do nowo tworzących się jednostek sił polskich we Francji. Wyzwolenie nadeszło 19 stycznia 1945.
Po wojnie ziemię sądecką włączono do województwa krakowskiego, a Nowy Sącz stał się siedzibą powiatu. W wyniku reformy administracyjnej w 1975 r. powstało województwo nowosądeckie, zniesione w 1999 r. Nowy Sącz znów stał się siedzibą powiatu grodzkiego i ziemskiego.

## Etnografia
Sądecczyznę zamieszkują cztery główne grupy etniczne: Lachy Sądeckie i Pogórzanie na północy, górale sądeccy spokrewnieni z podhalańskimi oraz nieliczni już dziś Łemkowie na południowym wschodzie.